# Спаська сільська рада (Сарактаський район)
Спа́ська сільська рада (рос. Спасский сельский совет) — сільське поселення у складі Сарактаського району Оренбурзької області Росії.
Адміністративний центр — село Спаське.

## Історія
2015 року була ліквідована Нижньоаскаровська сільська рада (села Ковиловка, Мальга, Нижньоаскарово, Середньоаскарово), територія увійшла до складу Спаської сільради.

## Населення
Населення — 904 особи (2019; 992 в 2010, 1135 у 2002).

## Склад
До складу сільської ради входять:
| Населений пункт        | Населення, осіб (2002) | Населення, осіб (2010) |
| ---------------------- | ---------------------- | ---------------------- |
| Ковиловка, село        | 58                     | 34                     |
| Мальга, село           | 62                     | 37                     |
| Нижньоаскарово, село   | 187                    | 108                    |
| Середньоаскарово, село | 85                     | 69                     |
| Спаське, село          | 743                    | 744                    |